# Medalhistas olímpicos de luge

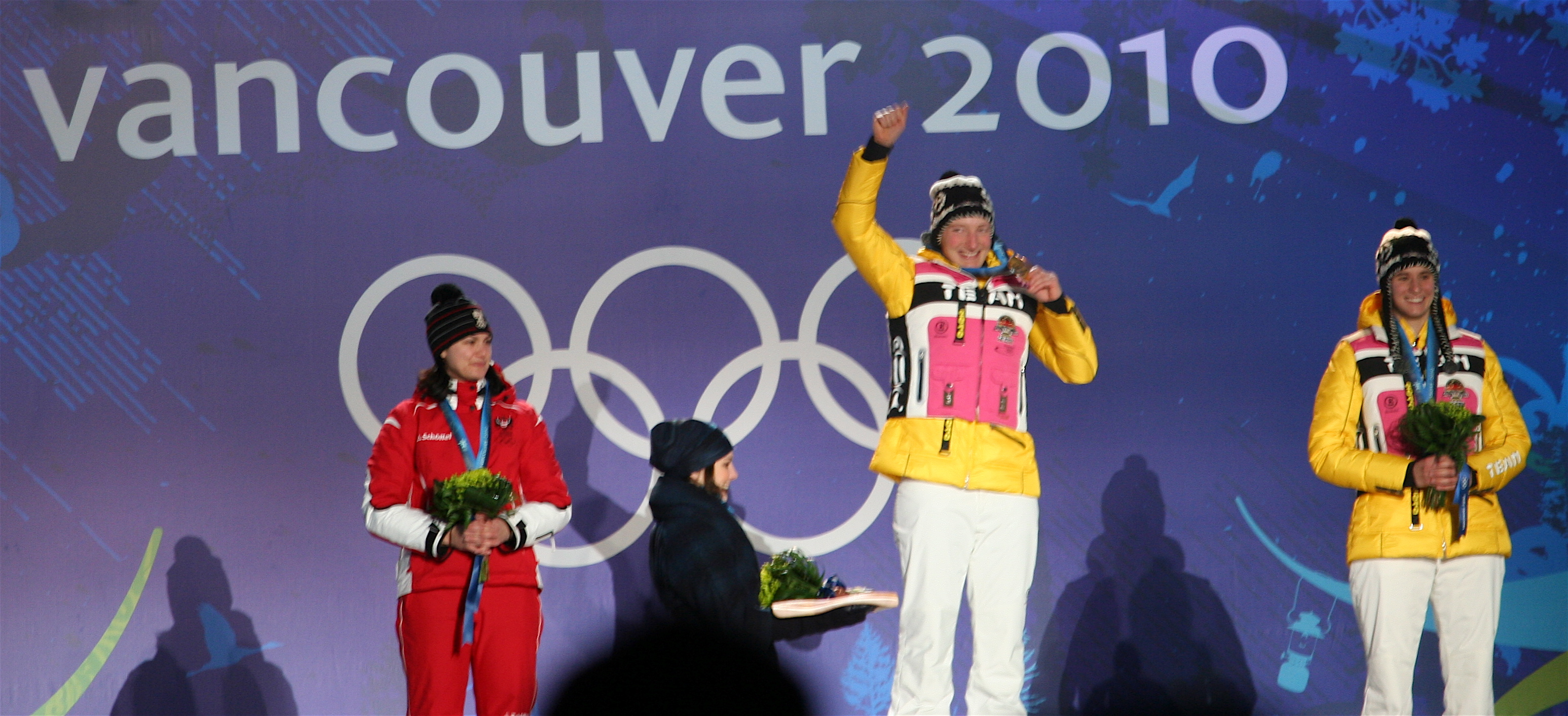
Pódio da competição individual feminina em Vancouver 2010.

Segue a lista dos medalhistas olímpicos de luge:

## Individual masculino
| Evento                         | Ouro                                    | Prata                                | Bronze                                |
| ------------------------------ | --------------------------------------- | ------------------------------------ | ------------------------------------- |
| Innsbruck 1964 (detalhes)      | Thomas Köhler EUA Equipe Alemã Unida    | Klaus Bonsack EUA Equipe Alemã Unida | Hans Plenk EUA Equipe Alemã Unida     |
| Grenoble 1968 (detalhes)       | Manfred Schmid AUT Áustria              | Thomas Köhler GDR Alemanha Oriental  | Klaus Bonsack GDR Alemanha Oriental   |
| Sapporo 1972 (detalhes)        | Wolfgang Scheidel GDR Alemanha Oriental | Harald Ehrig GDR Alemanha Oriental   | Wolfram Fiedler GDR Alemanha Oriental |
| Innsbruck 1976 (detalhes)      | Dettlef Günther GDR Alemanha Oriental   | Josef Fendt FRG Alemanha Ocidental   | Hans Rinn GDR Alemanha Oriental       |
| Lake Placid 1980 (detalhes)    | Bernhard Glass GDR Alemanha Oriental    | Paul Hildgartner ITA Itália          | Anton Winkler FRG Alemanha Ocidental  |
| Sarajevo 1984 (detalhes)       | Paul Hildgartner ITA Itália             | Sergey Danilin URS União Soviética   | Valery Dudin URS União Soviética      |
| Calgary 1988 (detalhes)        | Jens Müller GDR Alemanha Oriental       | Georg Hackl FRG Alemanha Ocidental   | Yuri Kharchenko URS União Soviética   |
| Albertville 1992 (detalhes)    | Georg Hackl GER Alemanha                | Markus Prock AUT Áustria             | Markus Schmidt AUT Áustria            |
| Lillehammer 1994 (detalhes)    | Georg Hackl GER Alemanha                | Markus Prock AUT Áustria             | Armin Zöggeler ITA Itália             |
| Nagano 1998 (detalhes)         | Georg Hackl GER Alemanha                | Armin Zöggeler ITA Itália            | Jens Müller GER Alemanha              |
| Salt Lake City 2002 (detalhes) | Armin Zöggeler ITA Itália               | Georg Hackl GER Alemanha             | Markus Prock AUT Áustria              |
| Turim 2006 (detalhes)          | Armin Zöggeler ITA Itália               | Albert Demchenko RUS Rússia          | Mārtiņš Rubenis LAT Letônia           |
| Vancouver 2010 (detalhes)      | Felix Loch GER Alemanha                 | David Möller GER Alemanha            | Armin Zöggeler ITA Itália             |
| Sóchi 2014 (detalhes)          | Felix Loch GER Alemanha                 | Albert Demchenko RUS Rússia          | Armin Zöggeler ITA Itália             |
| PyeongChang 2018 (detalhes)    | David Gleirscher AUT Áustria            | Chris Mazdzer USA Estados Unidos     | Johannes Ludwig GER Alemanha          |
| Pequim 2022 (detalhes)         | Johannes Ludwig GER Alemanha            | Wolfgang Kindl AUT Áustria           | Dominik Fischnaller ITA Itália        |

## Individual feminino
| Evento                         | Ouro                                    | Prata                                    | Bronze                                      |
| ------------------------------ | --------------------------------------- | ---------------------------------------- | ------------------------------------------- |
| Innsbruck 1964 (detalhes)      | Ortrun Enderlein EUA Equipe Alemã Unida | Ilse Geisler EUA Equipe Alemã Unida      | Helene Thurner AUT Áustria                  |
| Grenoble 1968 (detalhes)       | Erica Lechner ITA Itália                | Christina Schmuck FRG Alemanha Ocidental | Angelika Dünhaupt FRG Alemanha Ocidental    |
| Sapporo 1972 (detalhes)        | Anna-Maria Müller GDR Alemanha Oriental | Ute Rührold GDR Alemanha Oriental        | Margit Schumann GDR Alemanha Oriental       |
| Innsbruck 1976 (detalhes)      | Margit Schumann GDR Alemanha Oriental   | Ute Rührold GDR Alemanha Oriental        | Elisabeth Demleitner FRG Alemanha Ocidental |
| Lake Placid 1980 (detalhes)    | Vera Zozula URS União Soviética         | Melitta Sollmann GDR Alemanha Oriental   | Ingrida Amantova URS União Soviética        |
| Sarajevo 1984 (detalhes)       | Steffi Martin GDR Alemanha Oriental     | Bettina Schmidt GDR Alemanha Oriental    | Ute Weiß GDR Alemanha Oriental              |
| Calgary 1988 (detalhes)        | Steffi Walter GDR Alemanha Oriental     | Ute Oberhoffner GDR Alemanha Oriental    | Cerstin Schmidt GDR Alemanha Oriental       |
| Albertville 1992 (detalhes)    | Doris Neuner AUT Áustria                | Angelika Neuner AUT Áustria              | Susi Erdmann GER Alemanha                   |
| Lillehammer 1994 (detalhes)    | Gerda Weissensteiner ITA Itália         | Susi Erdmann GER Alemanha                | Andrea Tagwerker AUT Áustria                |
| Nagano 1998 (detalhes)         | Silke Kraushaar GER Alemanha            | Barbara Niedernhuber GER Alemanha        | Angelika Neuner AUT Áustria                 |
| Salt Lake City 2002 (detalhes) | Sylke Otto GER Alemanha                 | Barbara Niedernhuber GER Alemanha        | Silke Kraushaar GER Alemanha                |
| Turim 2006 (detalhes)          | Sylke Otto GER Alemanha                 | Silke Kraushaar GER Alemanha             | Tatjana Hüfner GER Alemanha                 |
| Vancouver 2010 (detalhes)      | Tatjana Hüfner GER Alemanha             | Nina Reithmayer AUT Áustria              | Natalie Geisenberger GER Alemanha           |
| Sóchi 2014 (detalhes)          | Natalie Geisenberger GER Alemanha       | Tatjana Hüfner GER Alemanha              | Erin Hamlin USA Estados Unidos              |
| PyeongChang 2018 (detalhes)    | Natalie Geisenberger GER Alemanha       | Dajana Eitberger GER Alemanha            | Alex Gough CAN Canadá                       |
| Pequim 2022 (detalhes)         | Natalie Geisenberger GER Alemanha       | Anna Berreiter GER Alemanha              | Tatiana Ivanova ROC                         |

## Duplas
| Evento                         | Ouro                                                                                             | Prata                                                   | Bronze                                                   |
| ------------------------------ | ------------------------------------------------------------------------------------------------ | ------------------------------------------------------- | -------------------------------------------------------- |
| Innsbruck 1964 (detalhes)      | Josef Feistmantl Manfred Stengl AUT Áustria                                                      | Reinhold Senn Helmut Thaler AUT Áustria                 | Walter Aussendorfer Sigisfredo Mair ITA Itália           |
| Grenoble 1968 (detalhes)       | Klaus Bonsack Thomas Köhler GDR Alemanha Oriental                                                | Manfred Schmid Ewald Walch AUT Áustria                  | Wolfgang Winkler Fritz Nachmann FRG Alemanha Ocidental   |
| Sapporo 1972 (detalhes)        | Horst Hörnlein Reinhard Bredow GDR Alemanha Oriental Paul Hildgartner Walter Plaikner ITA Itália | nenhum                                                  | Klaus Bonsack Wolfram Fiedler GDR Alemanha Oriental      |
| Innsbruck 1976 (detalhes)      | Hans Rinn Norbert Hahn GDR Alemanha Oriental                                                     | Hans Brandner Balthasar Schwarm FRG Alemanha Ocidental  | Rudolf Schmid Franz Schachner AUT Áustria                |
| Lake Placid 1980 (detalhes)    | Hans Rinn Norbert Hahn GDR Alemanha Oriental                                                     | Peter Gschnitzer Karl Brunner ITA Itália                | Georg Fluckinger Karl Schrott AUT Áustria                |
| Sarajevo 1984 (detalhes)       | Hans Stangassinger Franz Wembacher FRG Alemanha Ocidental                                        | Yevgeny Belousov Aleksandr Belyakov URS União Soviética | Jörg Hoffmann Jochen Pietzsch GDR Alemanha Oriental      |
| Calgary 1988 (detalhes)        | Jörg Hoffmann Jochen Pietzsch GDR Alemanha Oriental                                              | Stefan Krausse Jan Behrendt GDR Alemanha Oriental       | Thomas Schwab Wolfgang Staudinger FRG Alemanha Ocidental |
| Albertville 1992 (detalhes)    | Stefan Krausse Jan Behrendt GER Alemanha                                                         | Yves Mankel Thomas Rudolph GER Alemanha                 | Hansjörg Raffl Norbert Huber ITA Itália                  |
| Lillehammer 1994 (detalhes)    | Kurt Brugger Wilfried Huber ITA Itália                                                           | Hansjörg Raffl Norbert Huber ITA Itália                 | Stefan Krausse Jan Behrendt GER Alemanha                 |
| Nagano 1998 (detalhes)         | Stefan Krausse Jan Behrendt GER Alemanha                                                         | Chris Thorpe Gordon Sheer USA Estados Unidos            | Mark Grimmette Brian Martin USA Estados Unidos           |
| Salt Lake City 2002 (detalhes) | Patric Leitner Alexander Resch GER Alemanha                                                      | Mark Grimmette Brian Martin USA Estados Unidos          | Chris Thorpe Clay Ives USA Estados Unidos                |
| Turim 2006 (detalhes)          | Andreas Linger Wolfgang Linger AUT Áustria                                                       | André Florschütz Torsten Wustlich GER Alemanha          | Gerhard Plankensteiner Oswald Haselrieder ITA Itália     |
| Vancouver 2010 (detalhes)      | Andreas Linger Wolfgang Linger AUT Áustria                                                       | Andris Šics Juris Šics LAT Letônia                      | Patric Leitner Alexander Resch GER Alemanha              |
| Sóchi 2014 (detalhes)          | Tobias Arlt Tobias Wendl GER Alemanha                                                            | Andreas Linger Wolfgang Linger AUT Áustria              | Andris Šics Juris Šics LAT Letônia                       |
| PyeongChang 2018 (detalhes)    | Tobias Wendl Tobias Arlt GER Alemanha                                                            | Peter Penz Georg Fischler AUT Áustria                   | Toni Eggert Sascha Benecken GER Alemanha                 |
| Pequim 2022 (detalhes)         | Tobias Wendl Tobias Arlt GER Alemanha                                                            | Toni Eggert Sascha Benecken GER Alemanha                | Thomas Steu Lorenz Koller AUT Áustria                    |

## Revezamento por equipes
| Evento                      | Ouro                                                                       | Prata                                                                            | Bronze                                                                |
| --------------------------- | -------------------------------------------------------------------------- | -------------------------------------------------------------------------------- | --------------------------------------------------------------------- |
| Sóchi 2014 (detalhes)       | Natalie Geisenberger Felix Loch Tobias Arlt Tobias Wendl GER Alemanha      | Tatiana Ivanova Albert Demchenko Alexander Denisyev Vladislav Antonov RUS Rússia | Elīza Tīruma Mārtiņš Rubenis Andris Šics Juris Šics LAT Letônia       |
| PyeongChang 2018 (detalhes) | Natalie Geisenberger Johannes Ludwig Tobias Wendl Tobias Arlt GER Alemanha | Alex Gough Samuel Edney Tristan Walker Justin Snith CAN Canadá                   | Madeleine Egle David Gleirscher Peter Penz Georg Fischler AUT Áustria |
| Pequim 2022 (detalhes)      | Natalie Geisenberger Johannes Ludwig Tobias Wendl Tobias Arlt GER Alemanha | Madeleine Egle Wolfgang Kindl Thomas Steu Lorenz Koller AUT Áustria              | Elīza Tīruma Kristers Aparjods Mārtiņš Bots Roberts Plūme LAT Letônia |